# میلو جوکانوویچ
میلو جوکانوویچ (انگلیسی: Milo Đukanović؛ زاده ۱۵ فوریهٔ ۱۹۶۲) یک سیاست‌مدار اهل مونته‌نگرو است.